# Saint-Symphorien-de-Thénières
Saint-Symphorien-de-Thénières é uma comuna francesa na região administrativa de Occitânia, no departamento de Aveyron. Estende-se por uma área de 31,63 km². Em 2010 a comuna tinha 211 habitantes (densidade: 6,7 hab./km²).